# Гаджо Монтано
Га̀джо Монта̀но (на италиански: Gaggio Montano, на местен диалект Gâg, Гадж) е градче и община в северна Италия, провинция Болоня, регион Емилия-Романя. Разположено е на 682 m надморска височина. Населението на общината е 5131 души (към 2010 г.).